# Ulisse Giuseppe Gozzadini

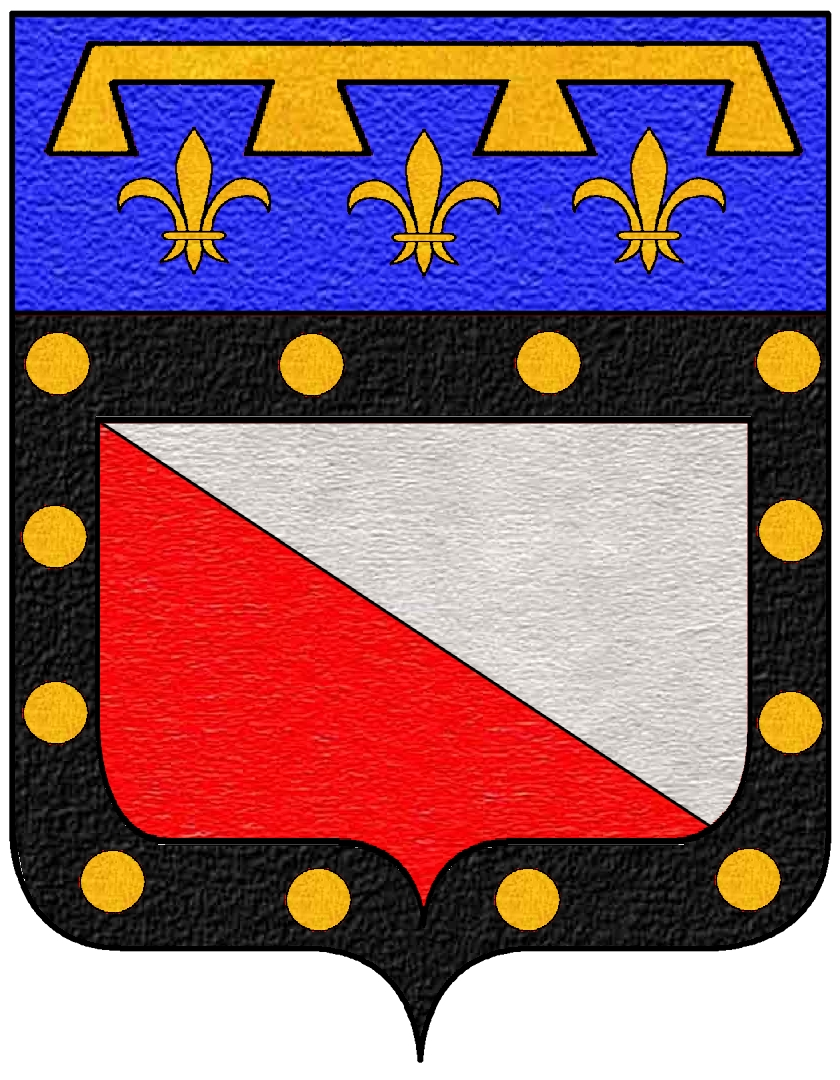
Stemma Gozzadini

Ulisse Giuseppe Gozzadini (Bologna, 10 ottobre 1650 – Imola, 20 marzo 1728) è stato un cardinale e vescovo cattolico italiano.

## Biografia
Nacque a Bologna il 10 ottobre 1650 figlio del conte Palatino Marcantonio Gozzadini, nipote del cardinale omonimo e di Ginevra Leoni madre di ben 19 figli. Per dottrina in campo teologico, legistico, letterario, e artistico, nonché per virtù cristiane, acquisì chiara fama. Egli apparteneva a quell'insigne casato senatorio che diede uomini illustri nelle Lettere, nelle Scienze, nelle Armi, nella Religione e nella vita pubblica.
Fu battezzato nel palazzo di famiglia di via S. Stefano 36. Nel 1658 era paggio assieme al fratello Brandoligio, di un anno più anziano, alla corte di Ferdinando II granduca di Toscana. Fin dalla sua giovinezza fu di ingegno vivacissimo e si applicò alle discipline liberali, campo in cui divenne assai dotto in particolare nell'Eloquenza, che prediligeva. In seguito divenne affermato latinista, come dimostrano le opere che manoscritte e a stampa lasciò a maggior lustro della sua memoria. Nutrì sempre una particolare affinità culturale con la letteratura amena.
Nel 1670 conseguì il dottorato in diritto canonico e assieme a Marcello Floriano Dolfi ottenne il privilegio di essere aggregato al Collegio dei Canonici. Avute rassicurazioni sulla possibilità di ricoprire una cattedra, nello stesso anno sostenne l'esame di laurea in Giurisprudenza presso l'ateneo bolognese, ottenendo la lode. Conseguì il dottorato in diritto civile nel 1674, dopo una breve parentesi nel Magistrato degli Anziani nel 1673 per seguire la tradizione di famiglia. Servì come teologo canonico del Capitolo della cattedrale di Bologna fino al 1693, essendogli stata conferita la prebenda teologale dal cardinale Girolamo Boncompagni, allora arcivescovo di questa città. Nello stesso periodo fu dapprima lettore di legge e poi professore di diritto civile presso l'università di Bologna fino al 1694, incarico che esercitò con somma lode e reputazione per venti anni. In questo periodo collaborò con Giovanni Antonio Davia- che poi divenne cardinale- con l'insigne scienziato Domenico Guglielmini, con Geminiano Montanari - docente nello Studio bolognese di matematica e astronomia- e con Eustachio Manfredi, per finalità di didattica e ricerca sperimentale. Con loro, promosse le tesi sviluppate nei cenacoli privati e insieme diedero vita all'Accademia degli Inquieti. Essendo di salute cagionevole, nel 1693, quando era ancora canonico della chiesa metropolitana bolognese, pensò di lasciare tali pesanti incarichi per viaggiare. Visitò così la Francia e le Fiandre. La scelta si rivelò giusta, perché riprese appieno le forze. Ritornato in patria, alla fine dell'anno seguente fu costretto dalla gravità dei suoi affari, a recarsi a Roma, dove fu benignamente accolto da Innocenzo XII che lo fece ascrivere nel numero dei suoi camerieri segreti. Il Papa lo aveva da poco tempo nominato a uno dei canonicati della Basilica Vaticana e aveva ottenuto anche la prebenda di teologo della stessa.
Nel dicembre 1695 fu poi prescelto per ricoprire la delicata carica di segretario dei Memoriali e nell'Agosto 1697 per quella più prestigiosa di segretario dei Brevi ai Principi.,non molto tempo dopo Gozzadini venne nominato avvocato concistoriale per la sua esperienza e destrezza nelle cose forensi. Anche a Roma non mancò di tenere le sue dotte lezioni come aveva fatto durante la docenza all'ateneo bolognese ottenendone largo plauso. Nel 1698 fu designato canonico di San Biagio di Sala Bolognese e di San Martino in Pedriolo nelle vicinanze di Casalfiumanese (Bologna).L'anno successivo si recò a Firenze per poter partecipare, tra l'altro, "all'estrazione della pietra". È plausibile che già allora avesse in mente di far realizzare dei calchi delle sculture antiche più conosciute (l'Ercole Farnese, il Gladiatore, l'Apollo, il Torso del Belvedere, la Venere Medici, il Laocoonte e ben nove pezzi della colonna Traiana), essendo amante e pratico di Belle Arti; le stesse che donò successivamente all' Istituto delle Scienze all'atto della sua costituzione nel 1714, avvenuta per volontà del generale Luigi Ferdinando Marsili. Ciò gli valse la nomina ad accademico d'onore. Egli era aggregato anche all'Accademia dei Gelati, oltre a far parte dell'antichissima Compagnia Militare dei Lombardi, della quale fu Massaro nell'anno 1727. Da Firenze tornò poi a Roma. Intanto era stato eletto pontefice Clemente XI. I suoi interessi letterari e artistici ne fecero uno dei più sensibili protagonisti della scena culturale bolognese del tempo. Egli partecipò attivamente ai fermenti culturali allora in atto facendo parte della prestigiosa accademia dell'Arcadia, conosciuta a Bologna come Colonia Renia, e divenendo membro delle più floride accademie pittoriche come l'Accademia di Belle Arti di Bologna. Per queste tenne articolate orazioni in cui diede saggio delle sue capacità. Anche altri cardinali di non minor fama a lui coevi quali Pompeo Aldrovandi, Prospero Lambertini poi Papa Benedetto XIV, Filippo Maria Monti e il già citato Giovanni Antonio Davia condivisero con lui queste passioni. Egli era però non solo amante e studioso del bello nelle sue declinazioni artistiche, ma di alcune, come della pittura, ne volle conoscere i segreti tecnici per praticarla. Fu allievo infatti di celebri pittori quali Domenico Maria Canuti e Lorenzo Pasinelli, e in corrispondenza con scultori come Giuseppe Mazza e Angelo Piò. Fu con ogni probabilità sua la commissione a quest'ultimo delle sculture della Fortezza e della Prudenza e della Vergine col Bambino che adornano lo scalone del palazzo di famiglia, opera di Francesco Angelini, i cui disegni si conservano nell'archivio Gozzadini presso la biblioteca dell'Archiginnasio.
Mentre percorreva una fulgida carriera alla corte papale "fu preso dal mal di calcoli" e obbligato ad abbandonare Roma per trasferirsi a Firenze per sottoporsi a cure particolari, le quali felicemente riuscite gli ridonarono la piena salute. Deceduto papa Innocenzo XII nel 1700, per un breve periodo la corte romana parve dimenticare il cardinale Gozzadini, ma il suo successore Clemente XI, che per motivo dei comuni studi e dell'intima famigliarità lo stimava molto, lo fece arcivescovo titolare di Teodosia l'8 settembre 1700. Il 12 dello stesso mese fu poi consacrato vescovo nella chiesa romana di Sant'Ignazio dal cardinal Bandino Panciatichi assistito da prospero Bottini- titolare arcivescovo di Mira- e da Leonardo Marsili arcivescovo di Siena. Inoltre, pochi mesi dopo, il 7 Dicembre, il Papa lo confermò segretario dei Brevi e delle Lettere ai Principi e lo nominò vescovo assistente al soglio pontificio. Non mancarono le occasioni in cui fu richiesto all'alto prelato di esprimere pareri in diversi gravi affari della Santa Sede a dimostrazione di quanto le sue capacità fossero apprezzate non solo dal nuovo Papa, ma anche dalla maggioranza della corte. In tal modo ebbe l'opportunità di mostrare con quanta eleganza e grazia nella lingua del Lazio scrivesse, dando molta soddisfazione al Pontefice. Del suo amore per i letterati, e delle opere di vario genere da lui scritte ne dà testimonianza il Bonamici nell'appendice al trattato sugli scrittori delle lettere pontificie. Bonamici, nel dispiacersi del suo stile, dà un giudizio negativo sul linguaggio letterario dell'epoca, ma di contro, ammettendo che il cardinale lo rispecchiava in pieno, ne fa un poeta arcade degno dei suoi tempi..Gli scritti più famosi di questi anni di Gozzadini sono: "Gli stami d'oro" (1688)," Maria Immacolatamente Concetta" (1689), "La via Lattea" (1690), "Un'orazione recitata in Campidoglio intorno alle Belle Arti" (1705). Il 17 maggio 1706 il Papa lo scelse per esercitare "par interim" la carica di segretario della congregazione di Propaganda Fide fino al Novembre dello stesso anno, nell'assenza del suo titolare il cardinale Antonio Banchieri. Si tramanda che una delle sue più grandi doti fosse l'umiltà, e che sempre porse preghiere all'Eterno per poter degnamente sostenere l'immenso carico affidatogli, temendo, nonostante la volontà di non aver pari le forze.
Papa Clemente XI lo elevò al rango di cardinale  dell'ordine dei preti nel concistoro del 15 aprile 1709 conferendogli il cappello cardinalizio il 18 dello stesso mese. Insignito della porpora cardinalizia col titolo di Santa Croce in Gerusalemme, questo mantenne sino al termine dei suoi giorni. Da quella data ebbe la perpetua amministrazione e commenda della chiesa e ospitale di San Lazzaro presso Piacenza che rinnovò a sue spese e benedì la domenica del 20 ottobre 1720.
Il 17 Febbraio 1710 Gozzadini divenne vescovo di Imola, città dove rimase fino alla morte. Per la sua elezione la diocesi e tutta la città diedero evidenti segni di pubblica felicità, ma per più di un anno il Cardinale si dovette trattenere a Roma presso il Pontefice per svolgere il delicato incarico di ministro di Stato, dovendosi occupare di rilevanti cose pubbliche.
Avendole portate a termine felicemente, andò alla sua nuova residenza. Era l'anno 1711. Per il suo insediamento scelse il 13 Agosto, giorno di festa di San Cassiano patrono della città e titolare del duomo. Per renderla più solenne celebrò pontificalmente nella cattedrale, sorretto dal gaudio e dall'approvazione di tutta la cittadinanza. Nel mese di Settembre annunciò la visita pastorale generale, dandovi inizio dal duomo. Fu altresì sua premura comporre l'antica e più che mai accesa discordia promossa da monsignor Zani sul cerimoniale a cui dovevano assolvere il Capitolo della cattedrale e il Magistrato durante alcune celebrazioni. La modalità e l'accortezza con la quale il cardinale Gozzadini condusse felicemente la controversia fu tale da ridonare a Imola una stabile pace. In quei tempi erano ritenuti affari d'alta importanza perché stabilivano una gerarchia sia all'interno del corpo ecclesiastico, sia di questo rispetto alle cariche pubbliche della città. Convinto sostenitore delle ragioni della propria diocesi, aprì di nuovo al culto le chiese che si erano chiuse per incuria e rivendicò quelle che riteneva sottrattegli, avendo ingranditi, col dominio e pingui censi, i diritti episcopali. Avendo poi trovato il palazzo episcopale in pessimo stato si applicò a ripararlo e abbellirlo, lasciandovi parte considerevole dei suoi mobili a profitto dei successori. Egli fece anche erigere un nuovo altar maggiore nella cattedrale, che consacrò con solenni cerimonie l'anno 1713. Ancorché la cattedrale fosse da molto tempo arricchita delle sacre reliquie dei santi protettori come di altri, non si conservava però la più venerata sopra di ogni altra, quella della santissima croce di Gesù Cristo. Il Cardinale dunque fece preziosissimo dono alla cattedrale di una particella del sacro legno estratta da quella conservata nella chiesa di Santa Croce in Roma, del di cui titolo egli era cardinale. Fece poi riporre la preziosa reliquia entro ricca ed elegante custodia d'argento, sostenuta da un angelo di nobile fattura. Essa viene ancora esposta ogni anno alla pubblica adorazione nella festa della Santissima Croce all'altare del Crocifisso. Egli era molto legato alla diocesi alla quale era stato destinato e alla sua cattedrale, tanto che volle che fosse adornata per le feste di ricchissimi drappi e di capi preziosi da lui donati, resta scritto negli annali del Capitolo. Gli stessi testimoniano che molto fece anche per le chiese che furono da restaurare dopo i frequenti terremoti che danneggiarono varie parrocchie della diocesi in quegli anni, "e non bastando le oblazioni dei fedeli del proprio largamente provvedeva". Altro aspetto di non poco conto - ma spesso sottovalutato- a cui si dedicò fu l'avvio allo studio dei più giovani. E in questo certo si giovò dell'esperienza fatta nelle accademie. Promosse così la gioventù agli studi, e dagli scritti del canonico imolese Manzoni suo biografo apprendiamo che " assiduamente ne diresse i primi passi, sentendo su di sé la responsabilità di quella delicata missione da cui deriva la rettezza dell'intera vita di ogni singolo alunno, prodigandosi e seguendo con estrema cura tutti coloro che si diedero al servizio di Dio". A tale scopo e per il bene di tutta la diocesi, fece ristrutturare da cima a fondo il seminario. Egli trovò tuttavia il tempo anche per perseguire sagge riforme del clero diocesano" e quando qualcuno dei suoi ecclesiastici aveva commesso qualche mancanza, il Cardinale segretamente lo chiamava a sé, con mansuetudine e carità lo correggeva, conseguentemente ne otteneva l'emendazione, senza che di nulla il pubblico venisse a conoscenza". Da leggere, per comprendere meglio ciò che qui è stato solo accennato, è il suo scritto "Lettera Circolare ai Parroci della Diocesi per la Dottrina Cristiana" ritenuto testo limpido e chiaro come lo era il suo pensiero. Si racconta che le sue rare doti introspettive gli permettevano di conferire le parrocchie ai sacerdoti che risplendevano sopra gli altri per dottrina e per specchiati costumi, tenendo lontani dai benefizi quelli che vi aspiravano per mezzo di impegni e interposizioni di persone autorevoli e potenti, essendo solito dire che "questi aspiranti volevano entrare nell'ovile non per la porta ma per la finestra". Egli "recitava ogni giorno le ore canoniche in ginocchioni, impiegando tempo ragguardevole nell'orazione mentale e nella lettura dei libri santi, amava i bisognosi e visitava gli infermi anche della più misera condizione, compartendo loro la benedizione se erano prossimi a morire, ammetteva all'udienza molto facilmente e talvolta incontrava le persone miserabili per sollevarle" scrive Rondoni che fu suo segretario personale. "Il suo governo pastorale fu lodatissimo per pietà, esemplarità, dottrina, saggezza e capacità. Altra dote non comune fu non far mai sfoggio delle avite ricchezze, come invece avrebbe decretato il suo lignaggio, arrivando al gesto estremo di renderle un libero patrimonio". Invocavano la sua benedizione intere famiglie, e tanti pellegrini e sacerdoti furono da lui con paterna cura ospitati, come avvenne nel Giubileo del 1725. "Sempre i poverelli affollavano le porte del vescovado e per le vie della città l'acclamavano lor Padre, ed egli desideroso di consolarli per le vie più sovente si mostrava." Il porporato così retto, così provvidenziale, fedele amministratore delle sostanze della Chiesa, fu altresì decorato di apostoliche Legazioni come quella nell'Esarcato di Ravenna in tempi piuttosto difficili per le frequenti inondazioni dei due torrenti che la circondano. Luigi Gozzadini nelle note biografiche del suo illustre parente scrive che le cospicue cariche che egli sostenne e le insigni doti del suo animo gli procacciarono la stima e l'amore di molti regnanti, come si scorge dalle lettere a lui indirizzate che si conservano nell'archivio Gozzadini. Mentre faceva rinascere la diocesi di Imola a nuova e fervente spiritualità fu dichiarato Legato della provincia della Romagna: era l'anno 1713.La città di Ravenna, in ricordo dei benefici ricevuti, fece sia coniare una medaglia pubblicata dal conte Mazzucchelli che ha nel diritto l'immagine del cardinale contornata dalle parole Ulysses J.S.R.E. Presb. Card. Gozzadinus pref. Ravenn. Legat. e nel rovescio l'effigie di Minerva Sacra - allusiva agli studi sulla Religione che Gozzadini amava sopra ogni altra cosa - sia un busto in marmo con iscrizione sottostante che venne posta nella sala preconsiliare del palazzo pubblico.
Dal 1713 al 1717 fu legato di Romagna. Non erano stati anni tranquilli quelli della sua legazione, in particolare per le frequenti inondazioni dei due torrenti che circondano la città, ma il Cardinale non si demoralizzò, e intervenne per sanare il problema alla radice. Gli annali ricordano " che ora col consiglio e ora coll'ingiunte preghiere all'Altissimo chiedeva di render libera da imminenti catastrofi Ravenna". Alla fine decise di deviare il corso dei due torrenti. Non fu decisione presa a cuor leggero, perché si doveva scegliere e mettere in pratica con gran dispendio di forze e di denaro la soluzione più consona alle caratteristiche del suolo e della sua economia agricola, pena provocare danni maggiori. L'impegno profuso dal Gozzadini in quest'opera è dimostrato dallo scritto di suo pugno: "Allocuzione ai Magistrati di Ravenna intorno alle inondazioni che minacciavano l'Emilia nel 1717". La cronaca della sua missione pastorale nelle Romagne ricorda poi un fatto singolare ed esemplare al contempo. "Avendo saputo che a Lugo vi era un ebreo di nome Samuele Genesi che ardentemente desiderava di abbracciare la religione cristiana cattolica, lo fece istruire dai padri della Compagnia di Gesù, ed allorché lo vide giunto alla cognizione dei principali misteri deliberò battezzarlo nel sacro giorno della Santissima Trinità, donandogli il suo preclaro nome di Giuseppe, cognome di Gozzadini, unendovi poi quello di Antonio a cui il candidato mostrava special devozione. Lo volle poi con lui al vescovado". Lo stretto legame con Lugo è documentato dalle oblazioni che fece al suo Monte di Pietà. Si deve al saggio Legato anche l'edificazione a Imola dei magazzini di Annona e la selciatura delle pubbliche vie. Egli accrebbe poi le rendite della mensa vescovile e per una più efficiente e accorta amministrazione fece raccogliere tutti gli antichi atti notarili riguardanti i possedimenti e i benefici della sua chiesa in otto volumi con nel frontespizio chiaro epilogo. Poi diede ordine di collocarli e conservarli nell'archivio della stessa.
Avvenne poi che nel concistoro del 7 agosto 1714 da papa Clemente XI fu nominato suo legato a latere per recarsi a Parma a benedire solennemente, ad assistere e a rappresentarlo nelle celebrazioni per le nozze della principessa Elisabetta Farnese, sposa di Filippo V re di Spagna, nozze felicitate dal pontefice con benedizioni e col mistico emblema della rosa d'oro. Il giorno 20 dello stesso mese nella sua sede vescovile, un corriere pontificio gli presentò lettera della Segreteria di Stato che gli partecipava la suddetta nomina. Non esitò il Cardinale di compiacersi al papa di una notizia così ragguardevole. " Per agevolar questo suo impegno, credette dover invitare diversi vescovi, prelati e cavalieri così come amici e parenti, inviando anche suo fratello Alessandro a complimentare in sua vece la Serenissima principessa Elisabetta Farnese, allorché Ella si degnasse di ammetterlo alla sua presenza. Quale fosse il fasto di quella cerimonia, la magnificenza dell'illustre porporato, la venerazione dei popoli, assai lo fece comprendere il movimento che da tutta Italia si levò, il nobilissimo seguito e l'accorrere delle genti, che in folla si recarono alla città di Parma. Preceduto nel suo viaggio da grandi e sontuosi equipaggi, da gran numero di vescovi e prelati tra i più cospicui dello Stato ecclesiastico tra cui Francesco Acquaviva d'Aragona cardinale presbitero di Santa Cecilia e protettore della corona di Spagna al quale furono inviati i reali dispacci e diversi vescovi emiliani e romagnoli come Giorgio Barni vescovo di Piacenza, Giovanni Fontana vescovo di Cesena, Giovanni Spreti vescovo di Cervia, Giovanni Battista Missiroli, vescovo di Bertinoro e Adriano Sermattei vescovo di Fidenza.
Tutti questi mitrati furono accompagnati dai loro cappellani, segretari, nonché da sei paggi. I cavalieri bolognesi erano rappresentati dal senatore Vincenzo Bargellini, dal senatore conte Alamanno Isolani, dal senatore Antonio Bovio, dal conte Ercole Aldrovandi, dal cavaliere Filippo Sampieri, maestro di Camera, dal conte Ratta, cavallerizzo maggiore, e da un cospicuo numero di cittadini bolognesi. Essi formarono un seguito di più di centocinquanta persone. Gozzadini, incontratosi fuori dalla città di Parma col cardinal Legato Agostino Cusani, col cardinale arcivescovo di Parma Antonio Francesco Sanvitale, e con tutta la nobiltà, entrò in Parma per la porta Emilia, ed ebbe stanza con tutto il suo corteo nel palazzo Pubblico." Il 16 Settembre si celebrò il solenne imeneo della nuova regina, e avvenne con tal decoro e pompa, che tanto i principi come il sommo Pontefice se ne mostrarono pienamente soddisfatti". Il giorno seguente, Gozzadini, avendo avuto udienza di congedo, fece ritorno a Imola dove arrivò il giorno 20. "Prima della sua partenza gioì in dispensare favori, in conceder grazie, in donare privilegi, per tutto distribuendo suoi averi con somma magnificenza, e facendo in ogni parte risplendere la sua rara liberalità". Nell'occasione egli poté conferire ventuno protonariati, due dottorati, cinque notariati e nominò due conti palatini .A ricordo dell'evento, nel 1723 furono realizzati più dipinti a olio su tela di grandi dimensioni e di alta qualità da Ilario Spolverini. Uno è conservato nel Municipio di Parma e l'altro ai Musei Civici di Piacenza. Il dipinto che rappresenta la testa del corteo con i prelati e con la prima carrozza, la lettiga e la portantina del cardinal legato è quello conservato a Parma. In quello esposto a Piacenza è raffigurata la parte principale e la coda del corteo quando entra in Parma. Anche in questo dipinto  è possibile individuare Ulisse Giuseppe Gozzadini. "Ritornato poi al suo vescovado, non minori furono le cure dell'instancabile Pastore, da quelle del Preside vigilantissimo, che ormai aveva steso per sempre la mano proteggitrice a tutta la Romagna ed eziandio alle Scienze e alle Arti". Il cronista per ultimo ricorda che fu proprio in questo anno, il 1714, in cui già tanti impegni sembrano gravare sul cardinale, che egli trovò comunque il tempo per predisporre la donazione delle statue citate poc'anzi al costituito Istituto delle Scienze di Bologna a vantaggio dei suoi studenti. Zanotti infatti ricorda la donazione notando che esse " sono l'ottimo per chi deve apprendere ciò che è grazia e antichità, e sempre gli saranno grati coloro che coltivano le arti gentili". Sempre nel 1714, il capitolo della Basilica Vaticana-di cui era canonico-in segno di ringraziamento e riconoscimento dei suoi meriti e delle molte premure dimostrate verso la sua diocesi, decise di fargli un pregiatissimo dono: il prezioso diadema aureo, per farne adorna la prodigiosa immagine della Beatissima Vergine detta del Piratello. Egli lo pose sul capo della Vergine Maria il giorno dell'Assunzione nella pubblica piazza di Imola con solenne pompa; non prima di aver fatto un triduo di sacre funzioni in cattedrale, per l'occasione splendidamente addobbata e con "armonia di musica". Nello stesso anno fece decorare il capitolo della cattedrale con le insegne del Rocchetto e della Cappa Magna che già aveva provveduto a donare con breve del 17 settembre. Di questo singolarissimo onore, il capitolo della cattedrale si mostrò molto grato, e l'anno seguente, in segno di perpetua gratitudine pose in duomo una lapide di candido marmo con l'iscrizione che ancora oggi si legge. Su premurosa richiesta del porporato e del capitolo, la Sacra Congregazione de' Riti concedette al clero della medesima, l'indulto di potere ogni anno nell'avvenire, nel giorno festivo di San Giacomo Interciso, da tanto tempo celebrato con grande partecipazione di popolo, di poter recitare la messa in onore del santo. E ancor più crebbe la munificenza del cardinale quando fece dono alla sagrestia della cattedrale delle preziose suppellettili di paramenti sacri che ancora si conservano, ossia quelli per uso dei canonici nelle messe private, sia quelli per le messe pontificali.
Nel 1717 il teologo ligure Sebastiano Giribaldi gli ha dedicato un trattato giuridico intitolato Juris naturalis humanorumque contractuum. Era sempre il 1717 quando il Cardinale fu informato dell'iniziativa che il canonico Manzoni di Imola aveva intrapreso: egli "già da vario tempo aveva raccolto le memorie dei vescovi di Imola per uso privato, affinché fossero come un prontuario da cui dopo col tempo qualche persona dotata di talento e di stile avesse potuto formare una storia completa ed esaustiva. Il Cardinale, ordinò e incoraggiò il canonico ad accrescere e perfezionare l'opera con la scoperta anche di nuovi monumenti, cosicché fosse degna di essere data alla luce per lustro e splendore di questa chiesa". Egli acconsentì, e coll'aiuto e consiglio di eruditi terminò la storia e la sottopose al giudizio di sua eminenza, al quale ne fece dono assai gradito. Fu stampata con sommo decoro in Faenza l'anno 1719 grazie al generosissimo porporato. Fin da quando fu divulgata, meritò il plauso dei letterati e specialmente dei più dotti prelati. Altresì egli fece ristampare la  "Storia Ecclesiastica" nell'Italia Sacra dell'Ughelli. Erano trascorsi ormai cinque lustri da quando nella cattedrale non si teneva un congresso del sinodo. L'eminentissimo vescovo, dunque, dopo che ebbe terminata la visita pastorale, e conosciuta la necessità che vi era di adunare il sinodo diocesano per la riforma della disciplina ecclesiastica e dei costumi, Lo convocò per il 31 maggio dello stesso anno. Da esso nacquero utilissime costituzioni che meritano ancora oggi di essere lette e considerate. Furono scritte di suo pugno con eleganza di stile e con profonda erudizione e arricchite e ornate con le sentenze di San Pier Crisologo. Esse furono pubblicate a Imola nel 1720. La domenica del 20 ottobre di quell'anno, il cardinale si recò a benedire i lavori che, iniziati a sue spese nel 1717, avevano rinnovato l'ospitale di San Lazzaro presso Piacenza di cui deteneva l'amministrazione: un buon pastore mai si dimentica di nessuna legazione affidatagli, neanche quando il peso degli anni comincia a farsi sentire. L'anno seguente pensò dunque di offrire in dono al sommo pontefice Clemente XI la storia suddetta del suo sinodo. Destinò per far tale dono in sua vece e a suo nome il canonico Manzoni, ma la morte del Papa tolse al cardinale la soddisfazione e al canonico l'onore di presentargli la gentile offerta. Gozzadini celebrò con pompa funebre nella cattedrale l'officio di espiazione per la "grande anima" del defunto. Nel frattempo, il Cardinale, per ornamento della sagrestia del duomo, e per maggior comodo dei beneficiati, aveva rinnovato gli armadi e fatto dipingere da Ignazio Stern un grande quadro in cui si vede Gesù crocifisso con la Maddalena ai suoi piedi. Esso è ancora collocato dove egli lo volle: nell'ingresso della sagrestia. Non pago, nel 1722, tornato da Roma dopo l'elezione di Papa Innocenzo XIII, ornò di nuovi doni e benefici la cattedrale. Qui si ricorda come i due troni vescovili li volle rivestiti di sete pregiate: uno di damasco rosso violaceo e l'altro di seta semplice dello stesso colore, per servire nei tempi di Avvento e di Quaresima. Più di ogni altro dono fu ragguardevole però, per ricchezza di tela e di fili d'argento, il baldacchino in uso per la solenne processione del santissimo Corpo di Cristo. L'anno stesso, prescrisse ai capitolari il modo da osservarsi nell'uso della cappa Magna in diverse feste e solennità dell'anno. Due anni dopo, nel 1724, in occasione del suo ritorno a Imola da Roma dove era stato eletto pontefice Benedetto XIII, recò con sé un prezioso calice d'argento per farne dono alla sagrestia del capitolo. Fece inoltre dipingere nella tribuna della cattedrale, dall'imolese Giovanni Ferretti, i santi protettori Cassiano, Pier Crisologo, Proietto e Maurelio in gloria assisi, in atto di pregare l'Altissimo per supplica per la chiesa e città di Imola. Per queste e altre opere, per l'abnegazione e per la sua pietà meritò le lodi e i plausi della Sacra Congregazione del Concilio, allorché l'anno stesso diede ragguaglio alla medesima congregazione dello stato della sua Chiesa. Gli accennati encomi si leggono nella lettera indirizzata a Gozzadini, scritta per mano di monsignor Prospero Lambertini, allora segretario della medesima. Il 1725 era anno santo. Per i pellegrini che passavano per recarsi a Roma fece approntare un ospitale dove ogni sera faceva preparare loro la cena, che spesso poi serviva con le proprie mani per divenire più facilmente loro confidente e potergli dispensare consigli preziosi per non perdere la via del Signore. "E dopo averli risollevati con la divina parola, li confortava con devoti ragionamenti, poi si accomiatava lasciandogli abbondanti elemosine. Col medesimo scopo fece aprire un'ampia casa per sacerdoti pellegrini, nella quale li accoglieva con infinite premure". La munificenza del cardinal Gozzadini verso la sua chiesa fu incomparabile. Aveva già oltre ai predetti pregiatissimi doni provveduto l'altar maggiore di sei grandi candelieri e della croce di legno adeguatamente intagliati e tutti dorati, aveva fatto sontuoso apparato di damasco cremisi per le pareti del coro, del presbiterio e delle colonne in occasione delle principali solennità della chiesa, ma quando si sentì alla fine dei suoi giorni, diede attestato più chiaro del suo amore verso la sua cattedrale, lasciandole gli argenti della sua cappella privata, ossia quattro candelieri col crocifisso e tutte le pianete e i piviali che erano stati per uso suo nelle funzioni pontificali e anche un pastorale, di cui egli si avvaleva nella visita della diocesi. D'ordine del papa si portò poi ai confini della Legazione per andare incontro al re d'Inghilterra Giacomo III, che dalla Francia si stava recando a Roma. Egli lo alloggiò nel proprio palazzo, e accompagnò per tutta la provincia: "in questa maniera terminò nel migliore dei modi l'onorifica legazione. In essa ebbe modo di far spiccare la sua singolare grandezza e generosità, dando maggiormente a conoscere la sua dolcissima indole, certamente non comune", rimane scritto per mano del canonico Manzoni. Gozzadini partecipò sia al conclave per l'elezione di Innocenzo XIII nel 1721 sia a quello che portò all'elezione di papa Benedetto XIV nel 1724. Molti furono i voti che egli stesso meritò, come scrisse Luigi Gozzadini, Per due volte fu preconizzato reggitore della Chiesa cattolica, e rimase nell'opinione degli uomini la convinzione che l'avrebbe meritato. E ogni volta restituitosi alla sua Chiesa perseverò nei doveri di zelante e sollecito pastore con modi sempre gentili. Alla fine, oppresso dagli anni, e da improvviso malore, con somma rassegnazione, avuti i conforti della Nostra Santa Religione, rese l'anima a Dio il 20 Marzo 1728. Morì a Imola nel sonno di un colpo apoplettico. Aveva settantasette anni ed erano passati 19 anni da quando era stato eletto cardinale. Ciò procurò duolo universale nella diocesi perché da lui tutta la popolazione si sentì amata. Egli aveva designato come suo erede l'amato fratello, il senatore Alessandro Gozzadini, che eseguì le sue volontà testamentarie. I funerali furono celebrati nella cattedrale che tanto aveva amato, curato e impreziosita da Andrea Luigi Cattani vescovo di San Miniato, prelato domestico e assistente al Soglio Pontificio. Terminate le esequie con l'orazione di lode pronunciata dal gesuita predicatore quaresimale, ebbe sepoltura nella cappella di San Giovanni Battista - anche conosciuta come cappella delle Laudi - dove in seguito il senatore Alessandro Maria Gozzadini, gli alzò a perpetua memoria un elegante mausoleo di marmo con una degna iscrizione commemorativa. A ricordo delle solenni esequie fu pubblicato a Firenze nell'anno 1729 un grazioso opuscolo edito da Bernardo Paperini "stampatore dell'A.R. della Serenissima Gran Principessa Vedova di Toscana". Le sue gesta furono descritte dal canonico Manzoni nella sua "Storia de' vescovi di Imola" sino all'anno 1717 quando ancora egli era vivente. Ciò ce la fa ritenere veritiera anche perché fu corretta dallo stesso Gozzadini. Di questa e delle memorie coeve o poco posteriori ne diede notizia il canonico Giovanni Battista Rondoni poi vescovo di Assisi, nel compendio della vita del medesimo cardinale stampato a Bologna l'anno stesso della sua dipartita. Il Cardinale lo aveva conosciuto bene essendo stato suo segretario. Il titolo della sua opera è: Ulyssis Josephi S.R.E. Cardinalis Gozzadini Bononiensis Vitae Compendium. La quadreria della Biblioteca Universitaria di Bologna possiede un ritratto di Gozzadini di Pier Leone Ghezzi del secolo XVIII donato dal senatore Ulisse Giuseppe- figlio del citato Alessandro- all'Istituto delle Scienze il 10 luglio 1756, come registrò il bibliotecario Montefani Caprara nella rubrica dei benefattori dell'istituzione. Dal catalogo attuale apprendiamo che "Il modello per l'immagine di Gozzadini è desunta da una delle molte incisioni che ritraggono l'effigie del cardinale, di cui si conservano diversi esempi nella collezione del Gabinetto Disegni e Stampe dell'Archiginnasio. Il dipinto ritrae il cardinale a mezzo busto, con in mano una lettera in cui si scorge l'intestazione di Clemente XI. Anche nella cappella Gozzadini della chiesa dei Servi di Maria di Bologna si conserva un ritratto del Cardinale, opera in mosaico di Pietro Paolo Cristofari racchiuso in una elegante cornice ovale di marmo nera del secolo XVIII. Un altro ritratto dell'alto prelato si conserva nella sagrestia del Duomo di Imola. Esso fu prontamente annotato dal canonico Francesco Maria Mancurti l'anno 1750: " si aggiunse in quest'anno nel mese di Agosto, mercé della beneficienza del canonico Maltagliati, il quale ornò le nude pareti di detta sagrestia di dodici quadri dipinti colle cornici velate, esprimenti altrettanti ritratti de' più ragguardevoli nostri vescovi" tra i quali cita Gozzadini. Anche la Biblioteca Classense di Ravenna conserva un ritratto del Cardinale. Si tratta di un olio su tela del 1714 non di grande qualità tratto da una incisione di Gerolamo Rossi che ne riproduce l'effigie ricavata da un ritratto a olio eseguito da Pietro Nelli, abile pittore e ritrattista anche di Clemente XI e riconducibile al periodo in cui l'illustre prelato era Legato di Romagna.

## Genealogia episcopale e successione apostolica
La genealogia episcopale è:
- Cardinale Scipione Rebiba
- Cardinale Giulio Antonio Santori
- Cardinale Girolamo Bernerio, O.P.
- Arcivescovo Galeazzo Sanvitale
- Cardinale Ludovico Ludovisi
- Cardinale Luigi Caetani
- Cardinale Ulderico Carpegna
- Cardinale Paluzzo Paluzzi Altieri degli Albertoni
- Cardinale Gaspare Carpegna
- Cardinale Bandino Panciatichi
- Cardinale Ulisse Giuseppe Gozzadini

La successione apostolica è:
- Vescovo Antonio Baistrocchi, O.Carm. (1709)
- Vescovo Nicola Portoghese, O.F.M.Ref. (1710)
- Vescovo Vitale Giuseppe de' Buoi (1711)
- Vescovo Carlo Giacinto Lascaris, O.P. (1711)
- Vescovo Lucantonio Colomboni Accoramboni (1711)